# Luciano Jona
Luciano Jona (Chieri, 24 marzo 1897 – Torino, 11 febbraio 1979) è stato un politico italiano.
(Luciano Jona)

## Biografia
Proveniva da una famiglia ebraica di imprenditori tessili della zona di Chieri. Partecipò alla prima guerra mondiale come ufficiale degli alpini e nel 1920 si laureò in economia e commercio. Lavorò come commercialista nello studio di Vittorio Valletta per un breve periodo, fino a quando Valletta fu chiamato a dirigere la FIAT.
Nel 1931 entrò all'Università di Torino, prima come libero docente di tecnica bancaria, industriale e commerciale e poi come docente di tecnica bancaria (successore di Giuseppe Broglia).
Nel 1938 fu incaricato dal podestà di Torino Ugo Sartirana di unificare le linee tranviarie intercomunali nella SATTI. Nella stessa società entrò poi nel consiglio di amministrazione, che dovette però lasciare per motivi razziali. Con l'avvento delle leggi razziali dovette infatti abbandonare gli incarichi pubblici e nascondersi fuori Torino.
Nel 1945 fu designato dal CLN a rappresentare il Partito Liberale Italiano (partito al quale si era iscritto nel 1919) nella Deputazione Provinciale di Torino.
Dal 1945 al 1956 fu assessore alle finanze della Provincia di Torino, dove promosse la costruzione di nuove scuole e infrastrutture e lasciò un bilancio (che aveva ereditato in rosso) in pareggio, con una riserva di cassa pari a sei mesi di entrate.
Per molti anni presiedette l'Istituto Bancario San Paolo di Torino.
Fu consigliere provinciale dal 1956 al 1960, assessore comunale dal 1960 al 1966, e sindaco di Torino facente funzioni per quattro mesi tra il 1964 e il 1965. Il suo è stato il mandato di sindaco più breve nella storia della città.
Dal 1967 al 1978 fu membro del Consiglio di amministrazione della Fondazione Luigi Einaudi di Torino
Fu nuovamente consigliere comunale dal 1970 al 1975.
La Facoltà di Economia e commercio dell'Università di Torino gli ha dedicato l'aula magna.